# Masters de Indian Wells 1995

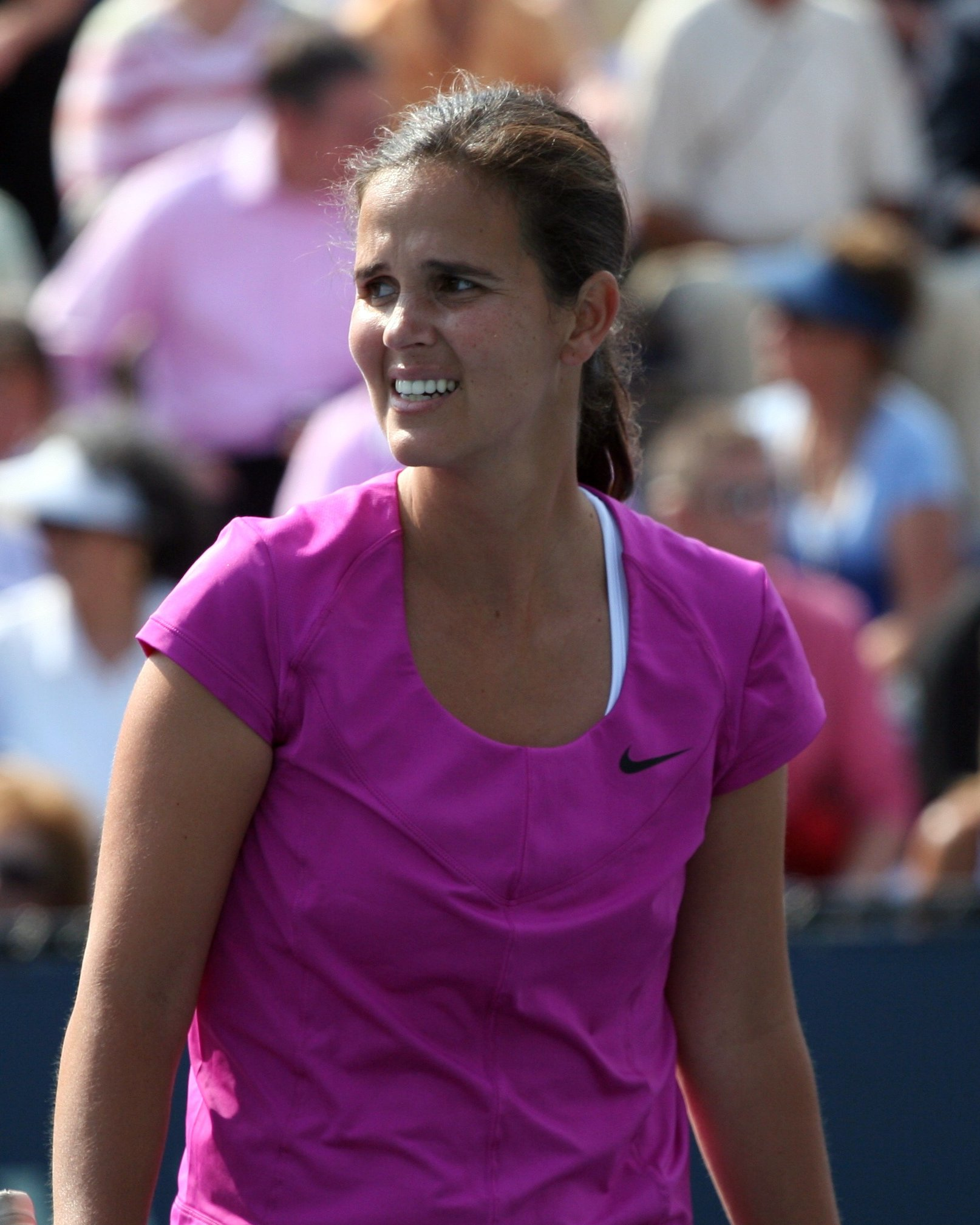
Mary Joe Fernández

El 1995 Newsweek Champions Cup and the State Farm Evert Cup fue la 19.ª edición del Abierto de Indian Wells, un torneo del circuito ATP y WTA Tour. Se llevó a cabo en las canchas duras de Indian Wells, en California (Estados Unidos), entre el 6 y el 13 de marzo de ese año.

## Ganadores

### Individual masculino
Pete Sampras venció a  Andre Agassi, 7–5, 6–3, 7–5

### Individual femenino
Mary Joe Fernández venció a  Natasha Zvereva, 6–4, 6–3

### Dobles masculino
Tommy Ho /  Brett Steven vencieron a  Gary Muller /  Piet Norval, 6–4, 7–6

### Dobles femenino
Lindsay Davenport /  Lisa Raymond vencieron a  Larisa Neiland /  Arantxa Sánchez Vicario, 2–6, 6–4, 6–3